# Ophiostoma colliferum
Ophiostoma colliferum är en svampart som först beskrevs av Marm. & Butin, och fick sitt nu gällande namn av Georg Hausner, J. Reid & Klassen 1993. Ophiostoma colliferum ingår i släktet Ophiostoma och familjen Ophiostomataceae.   Inga underarter finns listade i Catalogue of Life.